# Matena
Matena este o localitate din comuna Ig, Slovenia, cu o populație de 252 de locuitori.